# Шахтёр (стадион, Экибастуз)
Шахтёр — стадион в Экибастузе, вмещающий 6 300 зрителей. Стадион является домашней ареной футбольного клуба «Экибастуз». А до 2007 года был домашней ареной футбольного клуба «Экибастузец».
Ранее[когда?] назывался «Северный».

## Основные характеристики стадиона
- Три трибуны — Южный, Западный и Северный
- Вместимость — 6 300 зрителей
- Сиденья — пластиковые
- Размеры поля — 104 × 68 м
- Покрытие — искусственное
- Электронное табло — 10 × 3 м
- Количество ТВ позиций — 1
- Комментаторские позиции — 1
- Количество касс — 2
- Есть 4 специальных мачты с 40 светильниками

## Трибуны

### Южный
На южной трибуне расположены 1, 2, 3, 4, 5, 6, 7 сектора. 3 сектор является сектором для гостей.

### Западный
На западной трибуне расположены 8, 9, 10, 11, 12 сектора. Над 10 сектором расположено табло.

### Северный
На северной трибуне расположены 13, 14, 15, 16, 17 сектора.